# Мазурська битва (1914)
Перша Мазурська битва (7 — 14 вересня 1914) — німецька контрнаступальна операція на Східному фронті на ранньому етапі Першої світової війни. Наступ змусив відступити 1-шу російську армію по всій лінії фронту і, врешті-решт, вивести в стані хаосу свої підрозділи з Німеччини. Подальший прогрес зупинився після появи 10-ї армії на лівому фланзі німців. Незважаючи на двократну перевагу та укріплені позиції оборони, росіяни зазнали рішучої поразки і відступили в повному безладі з величезними втратами серед особового складу, а також кинули 150 гармат.

## Передумова
Російський наступ розпочався досить вдало: 1-ша армія Павла Ренненкампфа змусила відступати німців на захід від кордону до Кенігсбергу. Одночасно з цим 2-га армія наблизилась з півдня з метою оточити німців в районі міста. Проте полковник Макс Хоффман розробив план удару по 2-й армії, маневруючи на північ пагорбною місцевістю. План Хоффмана реалізували досить швидко, що призвело до повного знищення 2-ї армії в битві під Танненбергом 26-30 серпня 1914 року.
Контрнаступ став можливим завдяки особистій ворожнечі між двома російськими генералами — про що німцям було відомо. Командуючий 2-ї армії Олександр Самсонов публічно критикував дії Ренненкампфа під час битви під Мукденом у 1905 році та наголошував, що вони поб'ються, якщо візьмуться за спільну справу. Коли Самсонов дізнався про переміщення німців, він попросив перекрити розрив між двома арміями, проте Ренненкампф не поспішав виконувати завдання, тому 2-га армія була ізольована за багато кілометрів на південний захід. Коли прояснився характер німецького наступу, Ренненкампф відправив війська на допомогу, проте вже було пізно.
До завершення битви 30 серпня (29 серпня Самсонов покінчив життя самогубством), найближчий до 2-ї армії підрозділ Ренненкампфа (ІІ корпус) перебував за 70 км від кільця оточення. Для того, щоб наблизитись ще ближче, підрозділи повинні були наступати на південь та розміститися на лінії від південного сходу до сходу від Кенігсбергу. Атака 8-ї німецької армії із заходу ставила під удар цілу армію. Звісно, німці були теж далеко, проте на відміну від росіян, німці змогли б з використанням своїх великих мереж залізниць скоротити відстань.
31 серпня, після втрати Танненбергу, Ренненкампф наказав військам стояти на місцях у разі німецького нападу. Розуміючи, що його сили розтягнуті, він наказав відійти на лінію, що проходила від оборонних споруд Кенігсбергу на півночі до Мазурських озер в районі Ангербургу на півдні. Більшість його військ складав новостворений XXVI корпус, який розмістив перед Кенігсбергом, більш досвідчені війська розмістив на півдні на головних напрямках. Його сили містили також дві резервні піхотні дивізії. В цілому, здавалось, він перебував у чудовій позиції для очікування 10-ї армії, яка формувалася на півдні від нього.

## Хід битви
Після розгрому 2-ї армії генерала О. В. Самсонова всі сили 8-ї німецької армії були зосереджені проти 1-ї армії генерала П. К. Ренненкампфа, яка займала район Мазурських озер.
Російське командування надіялось на 1-шу армію, якій був відданий наказ утримувати захоплену територію й не відступати. Проте 1-ша армія не змогла виконати накази Ставки, й 9 вересня 1914 німецькі війська змогли прорвати оборону російських військ. Після того, як прорвали фронт, вони поставили під удар весь лівий фланг армії П. К. Ренненкампфа.
10 вересня 1914 російським військам було наказано відступати зі Східної Пруссії. Але німецькі війська невпевнено діяли, боячись контрудару росіян. Німці зі складними труднощами подолали опір російських військ, що відступали. 13 вересня 1-й армії був даний наказ відійти за Середній Німан.

## Наслідки бою
14 вересня 1914 р. Мазурська битва закінчилася, а разом з нею й вся Східно-Прусська операція 1914. Німці втратили в Мазурській битві 40 тисяч осіб вбитими, пораненими та полоненими, росіяни — 170 тисяч осіб.
Ця битва є важливою частиною Східно-Прусської операції 1914.
В результаті Мазурської битви російські війська були вигнані з території Німецької імперії.